# Af Chapman

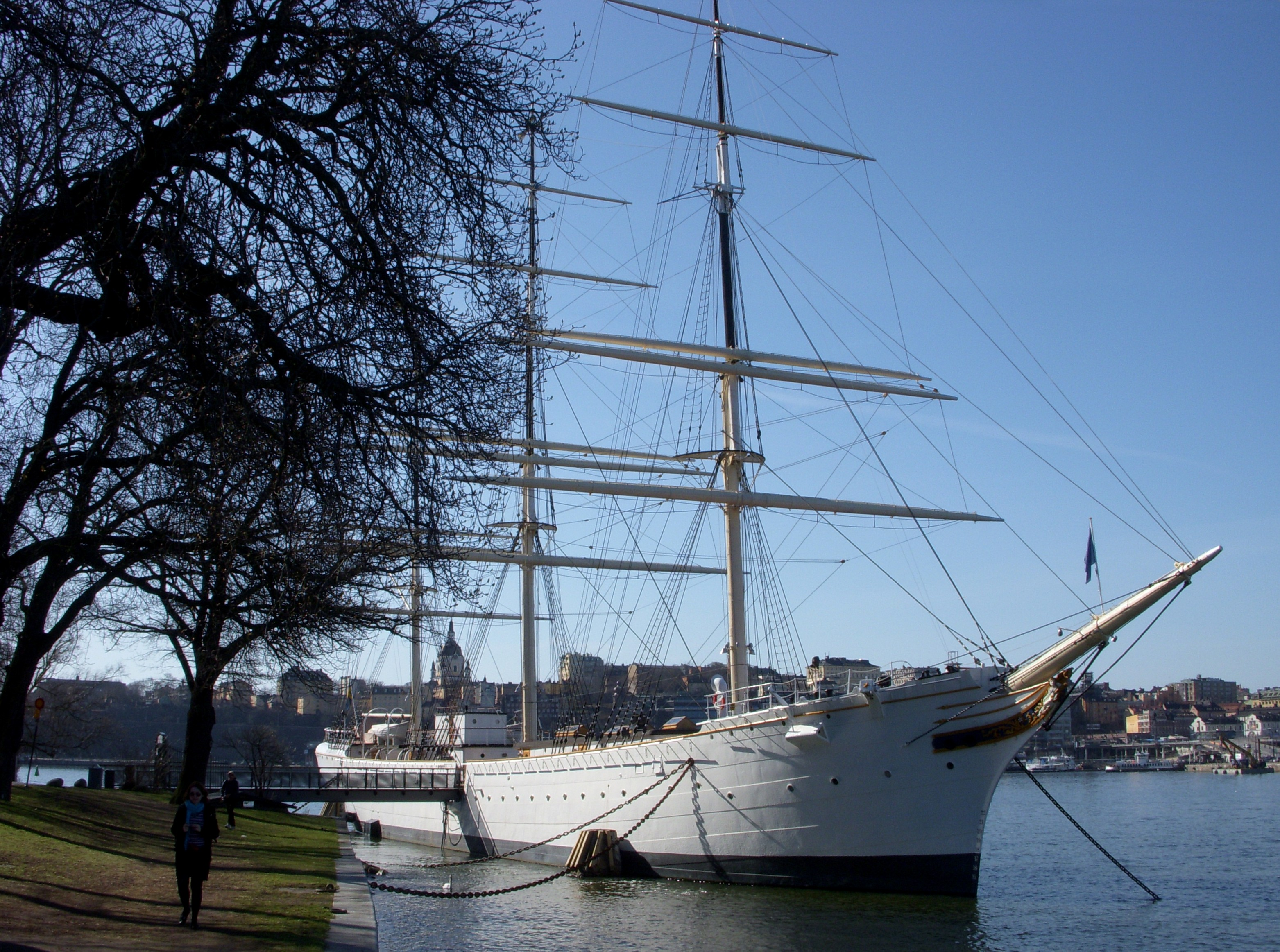
Af Chapman nach der Überholung, April 2009

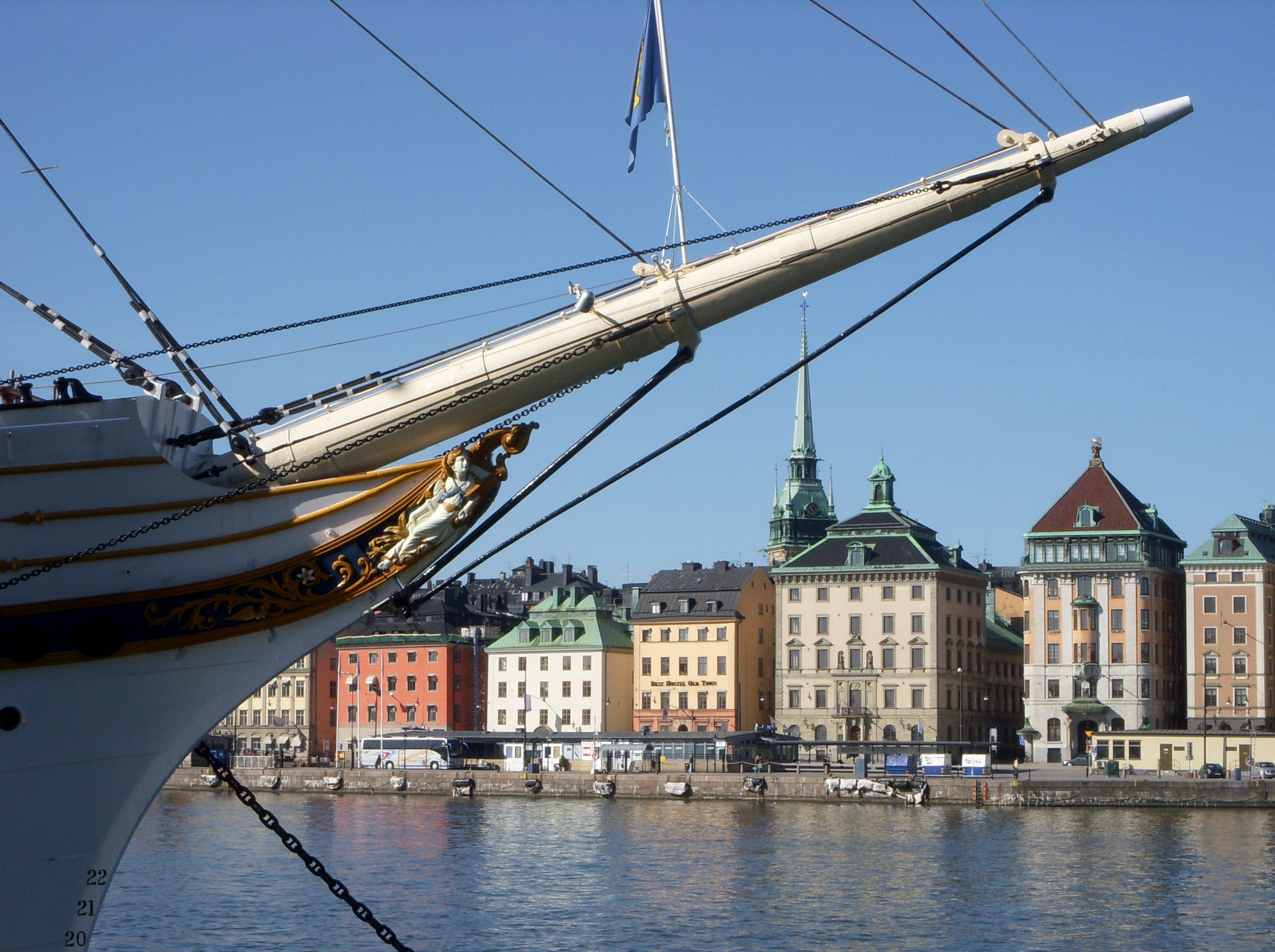
Af Chapman und Gamla stan im Hintergrund

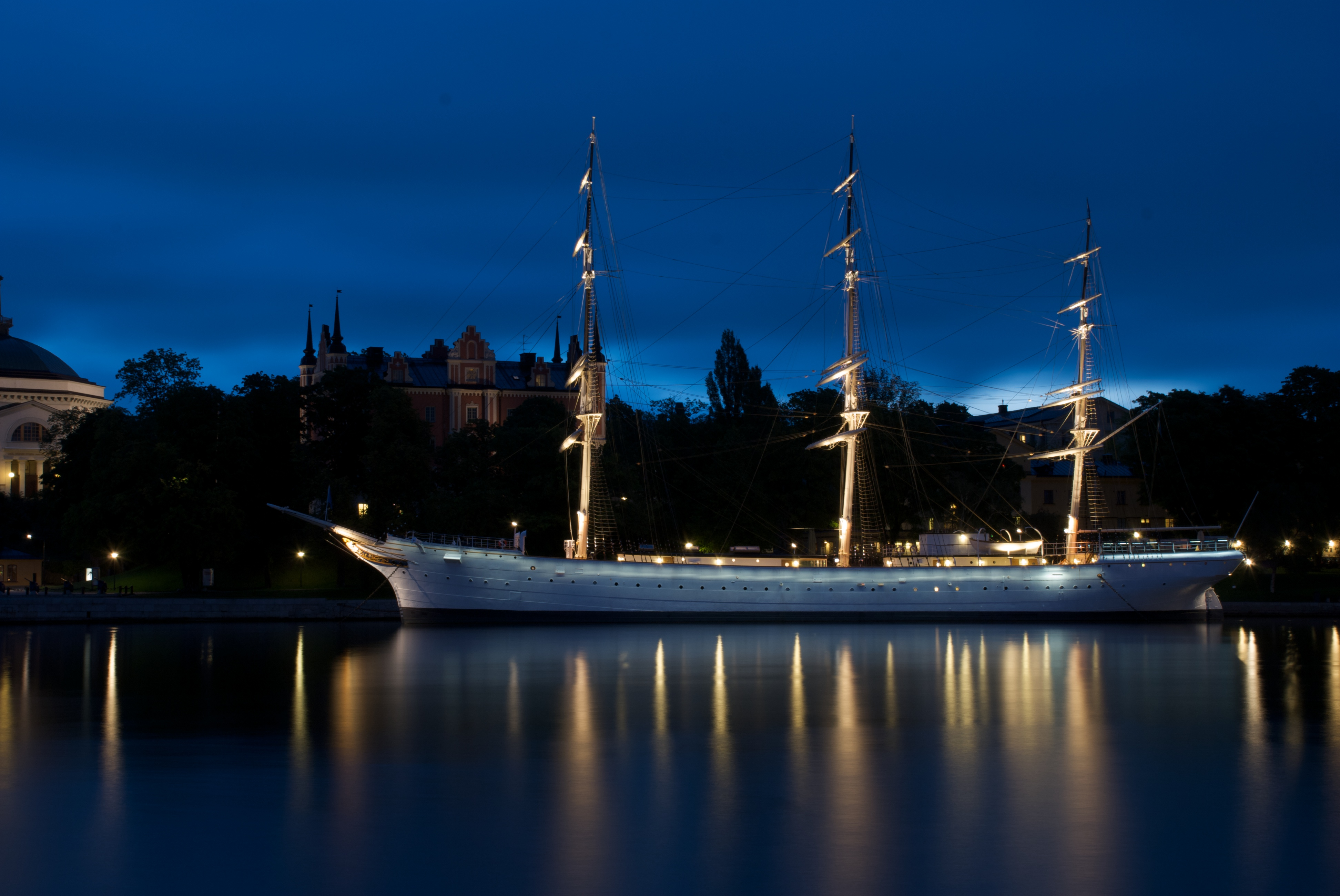
Af Chapman am Abend von Gamla stan aus gesehen

Die Af Chapman ist ein schwedisches Vollschiff aus Eisen und das drittälteste der Welt seiner Art. Es ist nach zwei Fregatten (Af Chapman 1803, Af Chapman 1830) das dritte Segelschiff dieses Namens.

## Geschichte
In den Jahren 1887 bis 1888 wurde das Vollschiff in Whitehaven, Cumbria, als Dunboyne für die irischen Reederei Charles E. Martin & Co. aus Dublin gebaut. Es war benannt nach dem Ort Dunboyne 15 km nordwestlich von Dublin. Nach dem Stapellauf am 2. März 1888 ging die Dunboyne Ende März bereits auf Jungfernfahrt zur amerikanischen Westküste nach Portland, Oregon. Bis 1908 fuhr sie unter Kapitän John O’Neill auf der Australienroute, wobei sie meist walisische und westenglische Häfen (Cardiff, Liverpool) anlief. 1908 wurde das Vollschiff nach Porsgrunn, Norwegen, an den Reeder Leif Gundersen und 1915 an Emil Knudsen, Lillesand (kleines Dorf 30 km östlich von Kristiansand), verkauft. Nach kurzer Zeit unter der Knudsen-Flagge kam es noch im selben Jahr nach Schweden. Die schwedische Reedereiaktiengesellschaft (schw. Rederiaktiebolaget, Rederi A/B) Transatlantik erwarb das Schiff und änderte den Namen in G. D. Kennedy. Es wurde zu einem frachtfahrenden Segelschulschiff umgebaut und befuhr wieder seine alte Route nach Australien – nun von Schweden aus. 1923 kam die G. D. Kennedy zur schwedischen Königlichen Marineverwaltung (Kungliga Marinförvaltningen) und erhielt ihren heutigen Namen Af Chapman (dt. „von Chapman“). Namenspate ist Fredrik Henrik af Chapman (1721–1808), ein berühmter und 1772 geadelter Schiffbauer und Vizeadmiral der schwedischen Marine britischer Herkunft.
Bis 1934 wurde sie als Segelschulschiff eingesetzt; die letzte Reise endete am 27. September 1934. Sie verbrachte den Zweiten Weltkrieg vertäut im Stockholmer Hafen und diente der Marine als schwimmende Unterkunft. Nach dem Krieg wurde sie 1947 von der Stadt Stockholm (Stockholms Stadsmuseeum, Svenska Turistföreningen (STF); Stockholmer Stadtmuseum und Schwedische Touristenvereinigung als Betreiber) gekauft und zu einer STF-Jugendherberge (schw. „STF Vandrarhem af Chapman“) unter weitgehender Beibehaltung ihres originalen Aussehens umgebaut. So können umbaubedingte große Öffnungen im Unterdeck wieder mit Deckbauteilen original verschlossen werden. Seit 1949 ist der Segler am Pier von West-Skeppsholmen im Stockholmer Hafen als Jugendherberge in Betrieb. Seit 1983 ist auch das Haus vor der Anlegestelle Teil der Jugendherberge. Dort befinden sich heute die Rezeption, der Frühstücksraum und zahlreiche weitere Zimmer. Insgesamt hat die Herberge heute 77 Zimmer mit 282 Betten.
Am 20. Oktober 2006 wurde das Schiff ins Trockendock geschleppt, um eine umfangreiche Renovierung zu erhalten. Seit 9. April 2008 liegt es wieder an seiner gewohnten Stelle bei Skeppsholmen. Schon 2012 wurden allerdings erneut Schäden entdeckt, die teilweise durch nicht fachmännisch durchgeführte Arbeiten im Rahmen der Renovierung begünstigt wurden.
Vom 1. Oktober 2021 bis 30. April 2022 wurde das Schiff renoviert. Es liegt inzwischen wieder an seinem Liegeplatz und wird weiterhin als Hostel genutzt.

## Schiffsdaten
- Konstruktion: Eisenrumpf als Glattdecker; 1916 Schulschiffaufbauten, ausgebautes Poopdeck
- Rigg: Vollschiff: geteilte Marssegel, ungeteilte Bramsegel und Royalsegel an allen Masten; Kreuzmast mit Besan, 1 Gaffelsegel
- Mastefolge: Fockmast, Großmast, Kreuzmast
- Anzahl der Decks: zwei durchgehende Stahldecks, partielles Deck (Stahl/Holz) als Poop und Back
- Stapellauf: 2. März 1888
- Jungfernfahrt: 31. März 1888 nach Portland (Oregon), Oregon, USA
- Unterscheidungssignal: J V K L (seit 1915, unter schwed. Flagge)
- Bauwerft: Shipbuilding Company, Whitehaven, Großbritannien
- Reederei: Charles E. Martin & Co., Dublin
- weitere Reedereien: Leif Gundersen, Porsgrunn (1908); Emil Knudsen, Lillesand (1915); Rederi A/B Transatlantik, Göteborg (1915); Schwedische Marine (1923); Stockholm (1947)
- weitere Namen: Dunboyne (1888), G. D. Kennedy (1915), Af Chapman (1923)
- Heimathafen: Dublin (1888), Porsgrunn (1908), Lillesand (1915), Stockholm (1915)
- Galionsfigur: nein; reich geschnitzte Bugzier mit Krulle (Volute), beidseitig eingearbeitete Frauenfigur (Relief)
- Länge über alles (Lüa): 88,4 m (Klüverbaumnock-Heck)
- Rumpflänge: 81,8 m (Galion-Heck)
- Länge an Deck (LaD): 76,7 m (Hinterkante Vorsteven – Hinterkante Hintersteven auf Deckshöhe)
- Länge in der KWL (LWL): 71,10 m (Hinterkante Vorsteven – Hinterkante Hintersteven in der KWL inkl. Ruderblatt)
- Länge zwischen den Loten (LzL): 69,6 m (Hinterkante Vorsteven – Hinterkante Hintersteven in der KWL)
- Breite: 11,40 m
- Raumtiefe: 6,90 m
- Seitenhöhe: 7,4 m
- Tiefgang: 5,60 m
- Vermessung: 1.425 BRT/1.380 NRT (als Frachtsegler)
- Verdrängung: 4.140 t (1.500 t Schiffsmasse inkl. 2.640 t Ladung)
- Ladekapazität/Tragfähigkeit: 2.600 tn.l.
- Segelfläche 1.530 m² (25 Segel: 15 Rahsegel, 4 Stag-, 4 Vorsegel, 1 Besansegel, 1 Besantoppsegel)
- Masthöhe: 51 m (Flaggenknopf – Kiel); 45 m (Flaggenknopf – Deck)
- Klassifikation: Lloyd’s A-1
- Erster Schiffsführer: John O’Neill
- weitere Kapitäne: L. O. Hamre (Norwegen)
- Besatzung: ~ 20 Mann; als Schulschiff zusätzlich 250 Kadetten
- Höchstgeschwindigkeit: 16 kn unter Segel
- Besonderheiten: schwimmende Jugendherberge